# Ялцугар
Ялцуг (лезг. ЯлцIугъ) — упразднённое село в Сулейман-Стальском районе Дагестана. На момент упразднения входило в состав Аламишинского сельсовета. Исключено из учётных данных в начале 1990-х годов.
Родина основоположника лезгинской литературы Етима Эмина.

## География
Село находится в горной местности Сулейман-Стальского района, на правом берегу безымянного притока реки Ругунчай (приток реки Араг (Курах)), примерно в 10 км (по-прямой) к юго-западу от окраины села Касумкент..

## История
Ялцуг известен благодаря гению основоположника лезгинского литературного языка великого Етима Эмина, который жил и творил в середине XIX века.
Основал село Ялцуг выходец из села Кеан — Карим.
В селе Ялцуг было три квартала: «Вини кьилер» («Верхние начала»), «Элкъвей магьле» («Круглый магал»), «Агъа кьилер» («Нижние концы»).
Тухумы села:
- Хашар («крещеные») — переселенцы с села Кеан
- Букlаяр — переселились с села Цилинг (предки Етим Эмина)
- Арасар («воины») — переселенцы с села Икра
- Башунаяр («квардалар») — переселенцы с верхнего Квардала
- Цlиарар — переселенцы с села Келе

В 1734 году ялцугцы отражали атаки войск Надир-шаха. В середине XIX века в Ялцугское сельское общество входили и аулы Бигер, Макар, Хпит, Цицер. Тогда в Ялцуге проживало 283 человека.
Люди занимались земледелием, скотоводством, коневодством.
По переписи 1886 года в селе было 91 хозяйство, численность населения составляла 266 человек: 129 мужчин и 137 женщин. С 1930-х годы в селе был организован колхоз имени Етима Эмина. В 1966 году в горной части района произошло сильное землетрясение, после которого было принято решение о поэтапном переселении жителей сел Ялцугского сельсовета во вновь образованное село Аламише.

## Население
| 1895 | 1926 | 1939 | 1970 | 1989 |
| ---- | ---- | ---- | ---- | ---- |
| 266  | ↗316 | ↗340 | ↘76  | ↘0   |

По данным Всесоюзной переписи населения 1926 года, в национальной структуре населения лезгины составляли 100 %

## Достопримечательности
могила Етима Эмина.